# Raddea anaxia
Raddea anaxia là một loài bướm đêm trong họ Noctuidae.